# Xavier Revil
Xavier Revil (Saint-Martin-d'Hères, 28 de mayo de 1971) es un deportista francés que compitió en vela en las clases Europe y Tornado.
Ganó una medalla de bronce en el Campeonato Mundial de Tornado de 2005 y dos medallas en el Campeonato Europeo de Tornado, plata en 2006 y bronce en 2007. Anteriormente había obtenido una medalla de plata en el Campeonato Mundial de Europe de 1994.

## Palmarés internacional
| Campeonato Mundial | Campeonato Mundial    | Campeonato Mundial | Campeonato Mundial |
| Año                | Lugar                 | Medalla            | Clase              |
| ------------------ | --------------------- | ------------------ | ------------------ |
| 1994               | La Rochelle (Francia) | Medalla de plata   | Europe             |

| Campeonato Mundial | Campeonato Mundial         | Campeonato Mundial | Campeonato Mundial |
| Año                | Lugar                      | Medalla            | Clase              |
| ------------------ | -------------------------- | ------------------ | ------------------ |
| 2005               | La Rochelle (Francia)      | Medalla de bronce  | Tornado            |
| Campeonato Europeo |                            |                    |                    |
| Año                | Lugar                      | Medalla            | Clase              |
| 2006               | Lübeck (Alemania)          | Medalla de plata   | Tornado            |
| 2007               | Palma de Mallorca (España) | Medalla de bronce  | Tornado            |